# Metropolitanska stolnica v Buenos Airesu
Metropolitanska stolnica v Buenos Airesu (špansko Catedral Metropolitana de Buenos Aires) je glavna katoliška cerkev v Buenos Airesu v Argentini. Stoji v središču mesta, s pogledom na Plaza de Mayo, na vogalu ulic San Martín in Rivadavia v soseski San Nicolás. Je matična cerkev nadškofije Buenos Aires in cerkev primasa argentinske cerkve.
Stolnica v Buenos Airesu je bila večkrat prezidana od skromnega izvora v 16. stoletju. Sedanja stavba je mešanica arhitekturnih slogov z ladjo in kupolo iz 18. stoletja in hudo neoklasicističnočno fasado iz 19. stoletja brez stolpov. V notranjosti so dragoceni kipi in oltarne slike iz 18. stoletja ter bogata neorenesančna in neobaročna dekoracija.

## Zgodovina in arhitektura

### Izvor
Med dokončno ustanovitvijo Buenos Airesa, ki jo je leta 1580 opravil Juan de Garay, je bil del bloka, ki gleda na glavni trg, rezerviran za glavno cerkev v mestu. Na tem mestu stoji sedanja stolnica, ki je zadnja stavba v nizu prejšnjih cerkva, ki so zasedale to mesto.
Ob ustanovitvi je bilo mesto odvisno od škofije Asunción (v današnjem Paragvaju). Prva glavna cerkev v Buenos Airesu je bila skromna stavba iz lesa in nežgane opeke, leta 1605 pa jo je guverner Hernandarias zamenjal z novo. Tudi ta druga stavba je bila do leta 1616 v nevarnosti propada in jo je bilo treba ponovno obnoviti, kar je bilo storjeno okoli leta 1618. Leta 1620 je papež Pavel V. v Buenos Airesu postavil sedež škofije. Njena glavna cerkev je zdaj imela status stolnica.
Po letu 1662 so stolnico znova obnovili škof Cristóbal de la Mancha y Velazco in guverner José Martínez de Salazar, ki je bila ponovno odprta leta 1671. Stolnica je imela zdaj tri ladje, pokrite z leseno streho in stolpom. Zaradi slabe kakovosti gradbenega materiala sta stolp in streha te cerkve propadla v začetku 1680-ih. Celotna cerkev je bila ponovno zgrajena leta 1684 pod vodstvom škofa Azcone Imberta. Leta 1695 je bila stavba skoraj dokončana, obrobna stolpa na fasadi in zakristiji še nista bila dokončana.
V začetku 18. stoletja so dela potekala počasi, prvi stolp je bil končan šele okoli leta 1721. Drugi stolp je bil začet leta 1722 in končan okoli leta 1725. Glavno fasado je med letoma 1725 in 1727 preoblikoval italijanski jezuit Giovanni Bianchi (prav tako črkovan Blanqui). Zasnova nove fasade je bila neposredno navdihnjena z italijansko manieristično arhitekturo.

### Končna stavba
V noči na 23. maj 1752 se je ladja stolnice podrla. Edini deli, ki so še vedno stali, so bili fasada in stolpi, preostanek stavbe pa je bilo treba še enkrat popolnoma obnoviti. Italijanski arhitekt Antonio Masella je bil zadolžen za projekt, dela pa so se začela že leta 1753. Masella je zasnoval veličastno cerkev, veliko večjo od prejšnje zgradbe, triladijsko, prekrito z oboki in stranskimi kapelami. Nad križiščem naj bi sedela kupola. Po zaključku kupole pa so v strukturi zaznali razpoke in jo je bilo treba obnoviti. Masella je bil odstranjen iz projekta in oblasti so ga preganjale, čeprav je bil kasneje oproščen.
Kupolo je obnovil portugalski arhitekt Manuel Álvarez de Rocha po letu 1770. Fasada Blanquija in stolpa so bili dokončno porušeni leta 1778, saj so bili premajhni v primerjavi z obsegom nove stolnice. Eleganten projekt nove fasade z dvema obrobnima stolpoma, ki združuje rokoko in neoklasicistične elemente, je predstavil portugalski vojaški inženir José Custódio de Sá e Faria, vendar finančne omejitve niso preprečile realizacije projekta. Stolnica je bila leta 1791 posvečena brez fasade.
Gradnja fasade se je začela v začetku 19. stoletja v režiji španskega arhitekta Tomása Toribia, vendar je projekt počasi napredoval. Šele leta 1821 so bili pod guvernerjem Martínom Rodríguezom in njegovim ministrom Bernardinom Rivadavijo načrti za dokončanje stolnice vzeti resno. Od leta 1826 sta francoska arhitekta Prosper Catelin in Pierre Benoit zgradila novo neoklasicistično fasado stolnice, ki jo je navdihnila palača Bourbonov v Parizu. Gradnja je bila začasno ustavljena leta 1827 in ko se je nadaljevala, je bil napredek počasen do končnega zaključka. Fasada stavbe je sestavljena iz visokega portika, ki ga navdihuje klasična arhitektura, z dvanajstimi stebri in trikotnim pedimentom na vrhu. Portik daje stavbi videz antičnega templja in ne katoliške cerkve. Prvotni projekt ni zahteval gradnje stolpov in, čeprav so kasneje obstajali načrti za gradnjo dveh stolpov, le-ti niso bili uresničeni.
Dekoracija fasade je bila končana šele med letoma 1860 in 1863, ko je francoski kipar Joseph Dubourdieu ustvaril reliefe pedimenta. Prizor predstavlja ponovno srečanje Jožefa s svojimi brati in očetom Jakobom v Egiptu in je bil mišljen kot alegorija enotnosti argentinskega naroda po več bratomornih vojnah. Dubourdieu je dokončal tudi korintske kapitele stebrov portika.

## Slog
Ena od stvari, ki preseneti tiste, ki obiščejo stolnico, je raznolikost slogov, ki jih lahko opazimo znotraj. Ne pozabimo, da se je gradnja sedanje stavbe začela v 18. stoletju in jo je bilo mogoče zaključiti šele v začetku 20. stoletja, šla je skozi roke različnih arhitektov in graditeljev, ki so glede na trenutek kaj spreminjali ali dodajali, od elementov, ki so nekoliko baročni, do njegovega v osnovi romanskega sloga. Tempelj je impresiven s svojo prostornino in veličino: njegova osrednja ladja je dolga skoraj sto metrov; njegova tla iz drobnih mozaikov in posebne lepote imajo približno tri tisoč kvadratnih metrov površine.
Je ena redkih stolnic v Argentini, ki ima narteks. Ta je sestavljen iz vhodnega portika, zaprtega, s tistim, čemur bi lahko rekli 'dvojni portik', kot da bi šlo za veliko dvorano, pritrjeno na tempeljsko ladjo. Vrata do posamezne ladje so ločena, in se po položaju, slogu in prostornini ujemajo s tistimi, ki spredaj komunicirajo z zunanjostjo. V prvih stoletjih Cerkve je bil narteks rezerviran za katehume, ki so od tam spremljali slovesnosti in pridiganje, vendar so se na začetku daritve svete maše umaknili in niso bili pooblaščeni za prisotnost med evharistično liturgijo.
Končno, v nasprotju s tem, kar mnogi mislijo, stolnica nima treh ladij, temveč jih ima pet. Glavna je pokrita z neprekinjenim obokom in transeptom, pokritim s kupolo, ki na krožnem bobnu doseže 41 metrov višine.

## Notranjost
Stolnica v Buenos Airesu ima tloris latinskega križa s transeptom in tremi ladjami s stranskimi kapelami, povezanimi s stranskimi ladjami. Prvotno je bila notranjost okrašena le z oltarnimi slikami, konec 19. stoletja pa so bili stene in stropi cerkve okrašeni s freskami, ki prikazujejo svetopisemske prizore, delo Italijana Francesca Paola Parisija. Leta 1907 so tla stolnice prekrili mozaiki v beneškem slogu, ki jih je zasnoval Italijan Carlo Morra. Popravila celotnih nadstropij so se začela leta 2004 in zaključila leta 2010.
Stolnica ima še vedno nekatere elemente iz kolonialnih časov. Najpomembnejši je glavni pozlačeni oltar v rokokojskem slogu iz leta 1785, ki ga je izdelal španski kipar Isidro Lorea. Oltarna slika zaseda glavno kapelo in ima na krošnji kip Device Marije in upodobitev Svete Trojice.
Druga pomembna kolonialna skulptura je Kristus iz Buenos Airesa, velika podoba križanega Kristusa, ki se nahaja v oltarni sliki stranskega roba transepta. Kip je izklesal portugalski kipar Manuel do Coyto leta 1671 in je najstarejši v stolnici. Po vernikih je mesto čudežno rešilo pred poplavo v 18. stoletju.
Obe prižnici stolnice v prehodnem rokoko-neoklasicističnem slogu je v letih 1789–1790 ustvaril španski kipar Juan Antonio Gaspar Hernández, ki je kasneje (1799) vodil prvo umetniško šolo v Buenos Airesu.
Walckerjeve orgle iz leta 1871 (Opus 263) so v koru. Imajo več kot 3500 cevi in so bile izdelane v Nemčiji z najboljšimi materiali, ki so bili takrat na voljo. Te orgle so precej dobro ohranjene in njihova intonacija je bila ohranjena čim bližje izvirniku. Trenutno so priznane kot ene najboljših Walckerjevih orgel, kdaj koli izdelane.
Tudi sama stolnica bi lahko veljala za slikovit muzej. Na primer, za kalvarijo (14 postaj, ki so vedno prisotne v katoliški cerkvi) je na voljo 14 čudovitih slik, narejenih al óleo, to je kot oljna slika in tradicionalnim platnom, vsi izvirniki, velikosti več kot 1,5 na 1 meter.

### Mavzolej generala San Martína
Leta 1880 so posmrtne ostanke generala Joséja de San Martina pripeljali iz Francije in jih postavili v mavzolej, ki je bil dosegljiv z desne stranske ladje cerkve. Mavzolej je posebej zasnoval francoski kipar Albert-Ernest Carrier-Belleuse z marmorjem različnih barv. Črni sarkofag varujejo tri ženske figure v naravni velikosti, ki predstavljajo Argentino, Čile in Peru, tri regije, ki jih je general osvobodil. V mavzoleju so tudi ostanki generalov Juana Gregorio de las Herasa in Tomása Guidoja, pa tudi ostanki Neznanega vojaka neodvisnosti.

## Muzej papeža Frančiška
Februarja 2013 se je zgodil tako izjemen, kot revolucionaren dogodek: odstop papeža Benedikta XVI. Ko je bil postopek dokončan, je katoliško cerkev stresel še en pomemben dogodek: izvolitev papeža Frančiška, nekdanjega nadškofa v Buenos Airesu.
V tem kontekstu so v stolnici v Buenos Airesu slovesno odprli muzej, posvečen njegovemu liku.  V metropolitanski stolnici ima svoj muzej, spominsko ploščo in podobo v naravni velikosti. Z geslom Buenos Aires s papežem molite za Cerkev in s cerkvijo molite za papeža so dejavnosti vključevale postavitev papeževe podobe v naravni velikosti, ki jo je izdelal kipar Fernando Pugliese, a ga je papež sam prosil, da se umakne.
Prav tako je bila v cerkvi postavljena spominska plošča z zgodovinskimi sklici na življenje Bergoglia ob 21-letnici škofovskega posvečenja, ki ga je v stolnici prejel od Antonia Quarracina. 7. julija 2013 so slovesno odprli papežev muzej z osebnimi in liturgičnimi predmeti, ki jih je uporabljal v petnajstih letih svojega pastoralnega delovanja v mestu. Muzej nosi ime »kardinal Jorge M. Bergoglio« in je v notranjosti stolnice, obrnjen proti Plaza de Mayo, v prostorih, razporejenih levo od osrednje ladje stolnice.

## Galerija
- Stolnica leta 1854
- Notranjost - glavna ladja
- Frizi
- Oltar v transeptu
- Glavni oltar, delo Isidro Lorea (1785)
- Stolnica ponoči (2012)
- Kripta
- Detajl kapele San Luis Gonzaga
- Kapela Nuestra Señora del Carmen
- Oltar Cristo de los Buenos Aires
- Kapela San Juan Bautista
- Križanje
- Oltar San Martín de Tours
- Glavni oltar